# Толагай
Толага́й (каз. Толағай) — село у складі Кокпектинського району Абайської області Казахстану. Входить до складу Кокпектинського сільського округу.
Населення — 105 осіб (2021; 228 у 2009, 409 у 1999, 307 у 1989).
Національний склад станом на 1989 рік:
- казахи — 54 %
- росіяни — 39 %

До 1996 року село називалося Чигілек, у радянські часи мало також назву Шигілек.